# Михалик, Петер
Петер Михалик (словац. Peter Michalík; род. 15 сентября 1990, Бойнице) — чешский шахматист, гроссмейстер (2011).
В составе сборной Словакии участник 40-й Олимпиады (2012) в Стамбуле.

## Таблица результатов
| Год  | Город   | Турнир         | + | − | = | Результат | Место |
| ---- | ------- | -------------- | - | - | - | --------- | ----- |
| 2012 | Стамбул | 40-я олимпиада | 5 | 4 | 2 | 6 из 11   |       |
| 2014 | Тромсё  | 41-я олимпиада | 4 | 3 | 3 | 5½ из 10  |       |
|      |         |                |   |   |   | из        |       |

## Изменения рейтинга
| Графики недоступны из-за технических проблем. См. информацию на Фабрикаторе и на mediawiki.org. |